# Корисност
У економији, корисност је мера склоности преко неког скупа роба и услуга. Концепт је важан подупирач теорије рационалног избора.
Корисност је важан концепт у економији и теорији игара, јер представља задовољство искушено од стране потрошача добром. Добро је нешто што задовољава људске жеље. Пошто се не може директно мерити давање, задовољство или срећа од добра или услуге, економисти су уместо тога развили начине заступа и мерење корисности у смислу економских избора који се могу мерити. Економисти су покушали да усаврше високо апстрактне методе у односу алата праћењем и израчунавање економске одлуке. У најједноставнијем смислу, економисти разматрају корисност да открију у људима спремност да плате различите износе за различиту робу.

## Апликације
Корисност се обично примењује од стране економиста у конструкцијама као што су криве индиферентности, коју би парцелу комбинације робе појединац или друштво прихватили да би одржали одређени ниво задовољства. Корисност и криве индиферентности користе економисти да разумеју темеље криве тражње, које су половина анализе понуде и тражње која се користи за анализу функционисања тржишта добара.
Појединачна комунална и социјална корисност могу се тумачити као вредности функције корисности и функције социјалне заштите респективно. Када заједно са производним или робних ограничењима, под неким претпоставкама ове функције могу да се користе за анализу Паретове ефикасности, као што је илустровано Еџвортовом кутијом на криви уговора. Таква ефикасност је централни концепт у економији благостања.
У финансијама, корисност се примењује за генерисање цене појединца за средства звана индиферентност цена. Функције корисности су везане за мере ризика, са најчешћим примером ентропијских мера ризика.

## Откривене предности
Уочено је да корисност не може да се мери или посматра директно, тако да су уместо тога економисти осмислили начин да изведу закључак релативне темељне корисности помоћу посматраног избора. Ова открића преференце, као их је назвао Пол Самјуелсон, су откривена нпр. у спремности људи да плате:
Корисност се узима као корелација жеље или чежње. Већ је тврђено да се жеље не могу директно измерити, већ само индиректно, од стране спољашњих феномена на које се доводе: то су случајеви у којима се економија углавном односи на меру која се налази у цени коју је особа вољна да плати за испуњење или задовољење своје жеље.:78

## Функција корисности
Било је неких контроверзи око питања да ли се корисност робе може мерити или не. У једном тренутку, претпостављено је да је потрошач био у стању да каже тачно колико је корисности добио од робе. Економисти који су направили ову претпоставку су припадали "кардиналној школи" економије. Данас, функције корисности изражавајући корисност као функција износа потрошње разних роба, третирају се било као кардиналне или редне, у зависности од тога да ли су или нису тумачене као давање више информација него једноставно ранг наручивање преференција преко пакета робе, као што су информације о снази преференција.

### Кардинална корисност
Када се користи кардинална корисност, величина разлика корисности се третира као етичко или понашање значајне количине. На пример, претпоставимо да шоља сока од наранџе има корисност од 120 користи, шоља чаја има корисност од 80 користи, и шоља воде има корисност од 40 користи. Са кардиналном корисношћу, може се закључити да је чаша сока од наранџе боља од шоље чаја за исти износ за који је шоља чаја боља од шоље воде. Не може се, међутим, закључити да је шоља чаја две трећине добра као чаша сока, јер би овај закључак зависио не само од величине разлика корисности, већ и од "нуле" корисности.
Неокласична економија се у великој мери повукла из употребе кардиналне функције корисности као основа економског понашања. Значајан изузетак је у контексту анализе избора у условима ризика (види доле)
Понекад се кардинална корисност користи за збирне корисности преко особа, да се створи функција социјалне заштите. Аргумент против тога је да су корисности међуљудских поређења бесмислене, јер не постоји једноставан начин да се протумачи како различити људи вреднују потрошачку корпу.

### Редна корисност
Када се користе редне корисности, разлике у користима (вредности које је преузела функција корисности) третирају се као етички бесмислена: индекс корисности кодира пун редослед понашања између припадника изборног сета, али не говори ништа о повезаној снази преференција . У горњем примеру, било би могуће само да кажемо да се сок препоручује у односу на чај и на воду, али ништа више.
Редне функције корисности су јединствене до повећања монотоне трансформације. На пример, ако се функција {\displaystyle u(x)} узима као редна, она је једнака функцији {\displaystyle u(x)^{3}}, јер је узимање 3. снаге повећање монотоности функције. То значи да је редна преференција изазвана од стране ових функција иста. Насупрот томе, кардиналне корисности су јединствене само до повећања линеарне трансформације, тако да се {\displaystyle u(x)}  узима као кардинално, и није еквивалентно са {\displaystyle u(x)^{3}}.

### Приоритети и функције корисности
Иако су преференције конвенционални темељ микроекономије, често је погодно да представљају преференције са функцијом корисности и анализирају људско понашање индиректно са функцијама корисности. Нека X буде сет потрошње, скуп свих међусобно-искључивих корпи које потрошач прихватљиво троши. Функција корисности потрошача {\displaystyle u\colon X\to \mathbb {R} }  сврстава сваки пакет у сет потрошње. Ако потрошач преферира х уместо у или је индиферентан између њих, онда {\displaystyle u(x)\geq u(y)}.
На пример, претпоставимо да је сет потрошње потрошача X = {ништа, 1 јабука,1 поморанџа, 1 јабука и 1 поморанџа, 2 јабуке, 2 поморанџе}, функција корисности је u(ништа) = 0, u(1 јабука) = 1, u(1 поморанџа) = 2, u(1 јабука и 1 поморанџа) = 4, u(2 јабуке) = 2 and u(2 поморанџе) = 3. Онда овај потрошач преферира 1 поморанџу у односу на 1 јабуку, али преферира једну од сваке 2 поморанџе.
У микро-економским моделима, обично постоји коначан скуп робе L, а потрошач може да троши произвољну количину сваке робе. Ово даје сет потрошње {\displaystyle \mathbb {R} _{+}^{L}}, и сваки пакет {\displaystyle x\in \mathbb {R} _{+}^{L}} је вектор који садржи количину сваке робе. У претходном примеру, могли бисмо рећи да постоје две врсте робе: јабуке и поморанџе. Ако кажемо да су јабуке прва роба и поморанџе друга, онда је сет потрошње {\displaystyle X=\mathbb {R} _{+}^{2}} и u(0, 0) = 0, u(1, 0) = 1, u(0, 1) = 2, u(1, 1) = 4, u(2, 0) = 2, u(0, 2) = 3 као раније. Приметимо да за u да буде функција корисности X, мора бити дефинисана за сваки пакет X.
Функција корисности {\displaystyle u\colon X\to \mathbb {R} } представља преференцију односа {\displaystyle \preceq } на X акко за свако {\displaystyle x,y\in X}, {\displaystyle u(x)\leq u(y)} важи {\displaystyle x\preceq y}. Ако u представља {\displaystyle \preceq }, онда то имплицира да је  {\displaystyle \preceq } потпун и прелазан, а самим тим и рационалан.

### Примери облика функције корисности
Да би се поједноставиле калкулације, разне алтернативне претпоставке су направљене у вези са детаљима људских преференција, а то подразумева различите алтернативе функције корисности као што су:
- СЕС (стална еластичност супституције, или изолестичка) корисност
- Изолестичка корисност
- Експоненцијална корисност
- Квазилинеарна корисност
- Хомотетска корисност
- Узава функција корисности[2]
- Камен-Гири функција корисности
- Гормански поларни образац
  - Гринвуд-Херцовиц-Хуфман преференције
  -  Кинг-Плоср-Ребело преференције
- Хиперболички апсолутна аверзија према ризику

Већина функција корисности које се користе у моделирању и теорији се добро понашају. Оне су обично монотоне и квази-конкавне. Међутим, могуће је да преференције не буде могуће представити помоћу функције корисности. Пример су лексикографске преференције које нису континуиране и не могу бити представљене непрекидном функцијом.

## Очекивана корисност
Очекиване теорије корисности се баве анализом избора између ризичних пројеката са (вероватно мултидимензионалним) исходима.
Санктпетербуршки парадокс је први предложио Николас Бернули 1713. и решио Данијел Бернули 1738. Д. Бернули је тврдио да парадокс може да буде решен ако доносиоци одлука прикажу аверзију према ризику и залагао се за логаритамску кардиналну функцију корисности.
Прва важна употреба очекиване теорије корисности је била од стране Џона фон Нојмана и Оскара Моргенстерна, који су користили претпоставку очекиване максимизације корисности у њиховом формулисању теорије игара.

### Фон Нојманова-Моргенстернова очекивана корисност
Фон Нојман и Моргенстерн су обратили ситуације у којима исходи избора нису познати са сигурношћу, али су вероватноће везане за њих.
Белешка за лутрију је следећа: ако опције А и Б имају вероватноће p и 1 - p на лутрији, ми то пишемо као линеарне комбинације:
{\displaystyle L=pA+(1-p)B}
Уопштено говорећи, за лутрију са многим могућим опцијама:
{\displaystyle L=\sum _{i}p_{i}A_{i},}
где је {\displaystyle \sum _{i}p_{i}=1}.
По доношењу неких разумних претпоставки о начину избора понашања, фон Нојман и Моргенстерн су показали да ако агент може изабрати између лутрије, онда овај агент има функцију корисности тако да се жеља за произвољном лутријом може израчунати као линеарна комбинација корисности његових делова, са тежином своје вероватноће дешавања.
Ово се зове очекивана теорема корисности. Потребне претпоставке су четири аксиома о својствима заступника префиренциране релације преко "једноставних лутрија", које су лутрије са само две опције. Писање {\displaystyle B\preceq A} значи 'A је мање преферирано од B' ('A је најмање преферирано као B'), аксиоме су:
1. completeness: For any two simple lotteries {\displaystyle L} and {\displaystyle M}, either {\displaystyle L\preceq M} or {\displaystyle M\preceq L} (or both, in which case they are viewed as equally desirable).
2. transitivity: for any three lotteries {\displaystyle L,M,N}, if {\displaystyle L\preceq M} and {\displaystyle M\preceq N}, then {\displaystyle L\preceq N}.
3. convexity/continuity (Archimedean property): If {\displaystyle L\preceq M\preceq N}, then there is a {\displaystyle p} between 0 and 1 such that the lottery {\displaystyle pL+(1-p)N} is equally desirable as {\displaystyle M}.
4. independence: for any three lotteries {\displaystyle L,M,N} and any probability p, {\displaystyle L\preceq M} if and only if {\displaystyle pL+(1-p)N\preceq pM+(1-p)N}. Intuitively, if the lottery formed by the probabilistic combination of {\displaystyle L} and {\displaystyle N} is no more preferable than the lottery formed by the same probabilistic combination of {\displaystyle M} and {\displaystyle N,} then and only then {\displaystyle L\preceq M}.

Аксиоме 3 и 4 нам омогућавају да одлучимо о релативним корисностима два средства или лутрије.
У формалном језику: фон Нојман-Моргенстернова функција корисности је функција од избора до реалних бројева:
{\displaystyle u\colon X\to \mathbb {R} }
која додељује реалан број сваком исходу на начин да се посматра преференција агента над једноставном лутријом. Под четири поменуте претпоставке, агент ће преферирати лутрију {\displaystyle L_{2}} у односу на лутрију {\displaystyle L_{1}} акко, за је функције корисности које карактеришу тог агента, очекивана корисност {\displaystyle L_{2}} већа него очекивана корисност {\displaystyle L_{1}}:
{\displaystyle L_{1}\preceq L_{2}{\text{ iff }}u(L_{1})\leq u(L_{2})}.
Понављање у категорији језика: {\displaystyle u} је морфизам између категорије преференција са неизвесностима и категорије реалних бројева као адитивне групе.
Од свих аксиома, независност је најчешће одбачена. Појавило се мноштво теорија генералисаних очекиваних корисности, од којих већина пада или се опушта на аксиом независности.

### Корисност као могућност успеха
Кастањоли и ЛиКалци и Бордли и ЛиЦалци (2000) су обезбедили другу интерпретацију за тумачење фон Нојман-Моргенстернове теорије. Конкретно за било коју функцију корисности, постоји хипотетички референтна лутрија са очекиваном корисношћу произвољне лутрије чија вероватноћа обављања неће бити гора од референтне лутрије. Претпоставимо да је успех дефинисан као добијање исхода не горег од исхода референтне лутрије. Онда ова математичка еквиваленција значи да је максимална очекивана корисност еквивалентна максимизираној вероватноћи успеха. У многим контекстима, ово чини да се концепт корисности лакше оправда и пријави. На пример, фирмина корисност могла би бити вероватноћа састанка неизвесних будућих очекивања купаца.

## Индиректна корисност
Индиректна функција корисности даје оптималне могуће вредности дате функције корисности, што зависи од цене робе и прихода или богатства које појединац поседује.

### Корисност новца
Једна употреба индиректног концепта корисности је појам корисности новца. Функција (индиректна) корисности за новац је нелинеарна функција која је ограничена и асиметрична у односу на порекло. Функција корисности је конкавна у позитивном региону, што одражава смањење феномена маргиналне корисности. Коначна се одражава чињеница да иза одређене тачке новац престаје бити користан, као и да је величина сваке економије у било ком тренутку ограничена. Асиметрија о пореклу одражава чињеницу да стицање и губитак новца може имати радикално различите импликације како за појединце, тако и за предузећа. Не-линеарност функције корисности за новац има дубоке импликације у процесима доношења одлука: у ситуацијама у којима исходи избора утичу на корисност кроз добитак или губитак новца, који су норме у већини пословних поставки, оптимални избор за дату одлуку зависи од могућих исхода свих других одлука у истом временском периоду.

## Дискусија и критике
Економиста са Кембриџа Џон Робинсон, критиковао је корисност зато што је кружни концепт: "Корисност је квалитет у роби која чини да појединци желе да је купе, као и чињеница да појединци желе да купе робу која показује да они имају корисност"‍:48 Робинсон је истакао да због тога што теорија претпоставља да су преференције фиксне значи да корисност није тестирана претпоставка. То је зато што ако узмемо промене у понашању људи у односу на промене цена или промене основних буџетских ограничења никада не можемо бити сигурни које су мере промене у понашању, било због промене цене или буџетских ограничења, и како је дошло до промена у преференцијама. Ова критика је слична оној од филозофа Ханса Алберта који је тврдио да су цетерис парибу, услови на којима је почивала маргинална теорија тражње и који је донео своју теорију празне таутологије потпуно затворене за експериментална питања. У суштини, крива понуде и тражње (теоретски линија количине производа који би били понуђени, или тражени за дату цену) је чисто онтолошка и никада не може бити показана  емпиријски.
Још једна критика долази од тврдње да ни кардинална, ни редна корисност није емпиријски посматрана у стварном свету. У случају кардиналне корисности је немогуће "квантитативно" измерити ниво задовољства када неко троши или купи јабуку. У случају редне корисности, немогуће је утврдити који су избори направљени када неко купи, на пример, поморанџу. Сваки акт би подразумевао предност над огромном скупу избора (као што су јабуке, сок од наранџе, остали биљке, витамин C таблете, вежбе, а не куповна, итд).
На остала питања о томе који аргументи би требало да уђу у функцију корисности је тешко одговорити, али је неопходно за разумевање корисности. Да ли људи стичу корисност од повезаности жеља, веровања или осећаја дужности је кључ за разумевање њиховог понашања у органону корисности. Исто тако, бирајуње између алтернатива је само по себи процес одређивања шта размотрити као алтернативе, питање избора са неизвесношћу.
Перспектива еволуционарне психологије је да се корисност може боље посматрати као склоност максималистичких еволуционих кондиција у окружењу предака, али не нужно у једном садашњем.